# Krahn (peuple)
Pour l’article ayant un titre homophone, voir crâne.
Pour les articles homonymes, voir Krahn.

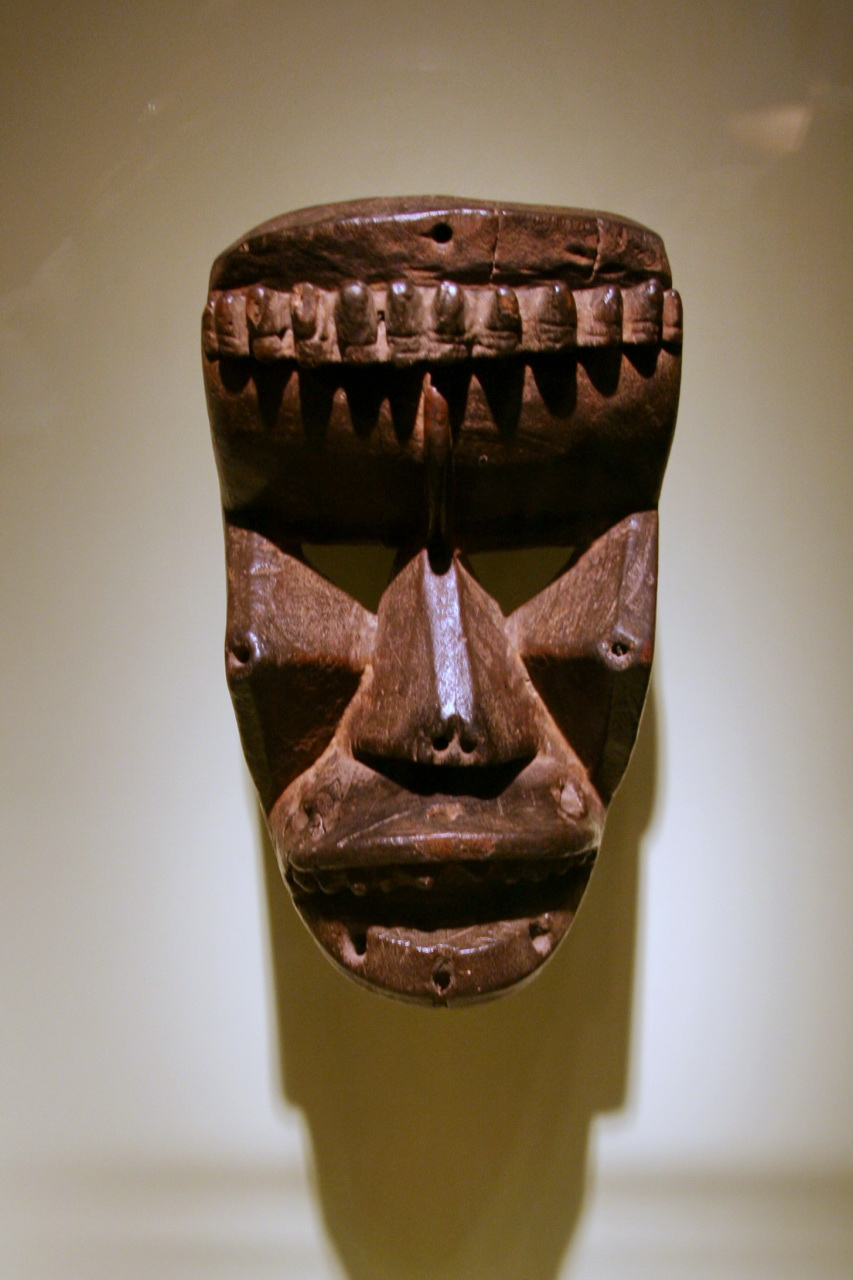
Masque krahn en bois de la fin du XIXe siècle (Libéria)

Les Krahns (ou Kran) forment une population d'Afrique de l'Ouest vivant au Libéria – surtout à l'intérieur des terres –, et à un moindre degré en Côte d'Ivoire.

## Langue
Ils parlent le krahn, une langue kru appartenant à la famille des langues nigéro-congolaises.